# اتحادهای راجرز–رامانوجان
در ریاضیات، همانی های روجرز - رامانوجان دو همانی مربوط به سری های پایه فوق هندسی هستند که برای اولین بار توسط لئونارد روجرز (۱۸۹۴) کشف و اثبات شدند. این همانی ها بعد ها دوباره توسط سرینیواسا رامانوجان (۱۹۱۳) کشف شدند. رامانوجان اثباتی نداشت، اما کشف او باعث شد که بعد ها اثبات تازه ای در مقاله ای همراه با روجرز ارائه کند. ایسای شور بعد ها به طور مستقل این همانی ها را کشف و اثبات کرد.

## تعریف
همانی های روجرز – رامانوجان دو همانی زیر هستند:
{\displaystyle G(q)=\sum _{n=0}^{\infty }{\frac {q^{n^{2}}}{(q;q)_{n}}}={\frac {1}{(q;q^{5})_{\infty }(q^{4};q^{5})_{\infty }}}=1+q+q^{2}+q^{3}+2q^{4}+2q^{5}+3q^{6}+\cdots } (دنباله A003114 در OEIS)
و
{\displaystyle H(q)=\sum _{n=0}^{\infty }{\frac {q^{n^{2}+n}}{(q;q)_{n}}}={\frac {1}{(q^{2};q^{5})_{\infty }(q^{3};q^{5})_{\infty }}}=1+q^{2}+q^{3}+q^{4}+q^{5}+2q^{6}+\cdots } (دنباله A003106 در OEIS).
در اینجا {\displaystyle (\cdot ;\cdot )_{n}} نشان دهنده نماد کیو-پوچهامر است.